# Stornoway Free Presbyterian Church
De Stornoway Free Presbyterian Church is een kerkgebouw van de Free Presbyterian Church of Scotland in de Schotse stad Stornoway op het eiland Lewis. De kerk is gebouwd in 1895. De gemeente van Stornoway is de grootste van het kerkverband.

## Geschiedenis
In 1893 ontstaat de Free Presbyterian Church of Scotland, als afscheiding van de Free Church of Scotland. Ook in Stornoway vindt een grote scheuring plaats. In 1895 wordt de eerste steen van een nieuw gebouw gelegd door een zekere Lady Matheson. Het gebouw staat aan de Scotland Street.
In 1989 wordt de Free Presbyterian Church ook getroffen door een scheuring. Deze scheuring ontstaat door controverse over het bezoeken van een rooms-katholieke mis door James Mackay. Door deze scheuring ontstaat ook in Stornoway een associated presbyterian church. In 1995 opent deze gemeente een kerk aan de Keith Street.
De gemeente wordt in 2011 bediend door rev. J. Tallach. Kerkdiensten vinden plaats op zondagen om 11:00 en 18:30 uur en op donderdagen op 19:30 uur.